# Einar Gerhardsen
Einar Henry Gerhardsen, född 10 maj 1897 i Asker i Akershus fylke, död 19 september 1987 i Oslo, var en norsk politiker (Arbeiderpartiet) som var Norges statsminister 1945–1951, 1955-1963 och 1963–1965.
Einar Gerhardsen var son till Gerhard Olsen (1867–1949) och Emma Hansen (1872–1949), och var 1932-1970 gift med Werna Christie (1912-1970), med vilken han hade barnen Truls, Rune och Torgunn. Han började som 17-åring gå på det Arbeiderpartiets ungdomsförbunds möten.

## Politisk biografi
Einar Gerhardsen inledde sin fackliga och politiska bana då han arbetade inom norska vägverkets Osloavsnitt mellan 1915 och 1922. 1919 tillträdde han som fackklubbsordförande, den första av en lång rad förtroendeposter på väg till statsministerposten. En förteckning över 1920- och 1930-talens uppdrag inkluderar ordförandeposten i Oslos arbetarekommun, styrelseledamot i Arbeiderpartiets ungdomsförbund åren 1919–1926, med uppdrag som vice ordförande och ordförande. Under 1920-talet var Arbeiderpartiet ett revolutionärt, aktionsinriktat parti, snarare än reformistiskt. Gerhardsen greps och dömdes flera gånger för olaglig politisk aktivitet. Han var sekreterare i det norska kommunalarbetarförbundet 1922–1923 samt partisekreterare i Arbeiderpartiet 1923–1926.
Därefter arbetade han som sekreterare i Arbeiderpartiets Osloavdelning mellan 1926 och 1936. Gerhardsen övertygades om den socialdemokratiska reformismen under 1930-talet. Han satt också i Oslo kommunfullmäktige och kommunstyrelse. Gerhardsen återgick därefter till posten som partisekreterare. 1939 valdes han till Arbeiderpartiets vice partiordförande. Gerhardsen var aktiv i den politiska delen av den norska motståndsrörelsen under den tyska ockupationen av Norge från den 9 april 1940 till 8 maj 1945. I september 1941 fängslades han och satt i koncentrationsläger i Tyskland 1942-44. Han flyttades därefter till Norge och satt internerad på Grini fram till fredsdagen.

### Norges statsminister
Gerhardsen ledde fram till november 1945 en samlingsregering, vars främsta uppgift vara att återupprätta det politiska systemet i Norge. I denna övergångsregering tillhörde 6 av de 15 ministrarna Arbeiderpartiet. Efter efterkrigstidens första stortingsval kunde emelltid Einar Gerhardsen tillträda som en regeringschef i en renodlad Arbeiderpartiregering, partiet hade egen majoritet efter att ha erövrat 76 av de 150 mandaten. Gerhardsens regeringsunderlag utökades vid stortingsvalet 1949, då hans parti erhöll 85 mandat. År 1951 avgick Gerhardsen från statsministerposten och i stället regerade Oscar Fredrik Torp. Gerhardsen var under de följande åren ordförande i partiets stortingsgrupp. Han utsågs till stortingets talman 1954, men återgick till statsministerposten 1955.
Den följande regeringsperioden sträckte sig fram till augusti 1963, då Gerhardsenregeringen fälldes av en majoritet i stortinget bestående av de borgerliga partiernas ledamöter samt två ledamöter från Sosialistisk folkeparti, detta efter den så kallade Kings Bay-affären. Fyra veckor senare tillträdde Gerhardsen ånyo statsministerämbetet. Efter att ha förlorat makten till en koalition av borgerliga partier i 1965 års stortingsval arbetade Gerhardsen som stortingsledamot till 1969. Då lämnade han de politiska uppdragen. Under 1970-talet sammanfattade Einar Gerhardsen sin politiska gärning i fem böcker. En annan bok Tillitsmannen utgav Gerhardsen redan 1930 - handbok i praktiskt organisationsarbete för förtroendevalda.
Einar Gerhardsen blir ihågkommen som landsfader - han var efter att ha regerat Norge i 17 år Norges meste statsminister genom tiderna. Eftermälet är överlag positivt. Regeringstiden förknippas med ekonomisk tillväxt och inrikespolitisk samstämmighet om målen. Kalla kriget medförde att Norge kom att söka samhörighet med USA och Storbritannien och under Gerhardsen gick Norge med i militäralliansen NATO. 1972 mottog Einar Gerhardsen en av Norges finaste utmärkelser, Borgerdådsmedaljen i guld.